# J.League Cup 2008
De J.League Cup 2008 was de zestiende editie van de J.League Cup. Het toernooi begon op 20 maart 2008 en zal eindigen op 1 november 2008 met de finale in het Olympisch Stadion in  Shinjuku. Het toernooi werd gewonnen door Oita Trinita door in de finale  Shimizu S-Pulse met 2-0 te verslaan.

## Groepsfase
Gamba Osaka en Kashima Antlers hebben een bye voor de groepsfase en zijn direct voor kwartfinale geplaatst door hun deelname aan de AFC Champions League 2008.

### Groep A
| Team                 | Pts | Pld | W | D | L | GF | GA | GD |
| -------------------- | --- | --- | - | - | - | -- | -- | -- |
| Nagoya Grampus Eight | 15  | 6   | 5 | 0 | 1 | 14 | 5  | +9 |
| Vissel Kobe          | 10  | 6   | 3 | 1 | 2 | 5  | 5  | 0  |
| Kyoto Sanga FC       | 6   | 6   | 1 | 3 | 2 | 7  | 8  | −1 |
| Urawa Red Diamonds   | 2   | 6   | 0 | 2 | 4 | 8  | 16 | −8 |

| 20 maart 2008      |     |                    |
| Nagoya Grampus     | 0–1 | Kyoto Sanga        |
| Urawa Red Diamonds | 0–1 | Vissel Kobe        |
| 23 maart 2008      |     |                    |
| Vissel Kobe        | 0–1 | Nagoya Grampus     |
| Kyoto Sanga        | 3–3 | Urawa Red Diamonds |
| 16 april 2008      |     |                    |
| Urawa Red Diamonds | 1–1 | Kyoto Sanga        |
| Nagoya Grampus     | 2–0 | Vissel Kobe        |
| 25 mei 2008        |     |                    |
| Kyoto Sanga        | 0–1 | Vissel Kobe        |
| Nagoya Grampus     | 4–2 | Urawa Red Diamonds |
| 31 mei 2008        |     |                    |
| Kyoto Sanga        | 1–2 | Nagoya Grampus     |
| Vissel Kobe        | 2–1 | Urawa Red Diamonds |
| 8 juni 2008        |     |                    |
| Urawa Red Diamonds | 1–5 | Nagoya Grampus     |
| Vissel Kobe        | 1–1 | Kyoto Sanga        |

### Groep B
| Team            | Pts | Pld | W | D | L | GF | GA | GD  |
| --------------- | --- | --- | - | - | - | -- | -- | --- |
| Shimizu S-Pulse | 11  | 6   | 3 | 2 | 1 | 13 | 6  | +7  |
| FC Tokyo        | 11  | 6   | 3 | 2 | 1 | 12 | 7  | +5  |
| Júbilo Iwata    | 10  | 6   | 3 | 1 | 2 | 10 | 7  | +3  |
| Tokyo Verdy     | 1   | 6   | 0 | 1 | 5 | 2  | 17 | −15 |

| 20 maart 2008   |     |                 |
| Tokyo Verdy     | 0–2 | Jubilo Iwata    |
| Shimizu S-Pulse | 3–1 | FC Tokyo        |
| 23 maart 2008   |     |                 |
| Jubilo Iwata    | 0–2 | FC Tokyo        |
| Tokyo Verdy     | 0–0 | Shimizu S-Pulse |
| 16 april 2008   |     |                 |
| Shimizu S-Pulse | 5–0 | Tokyo Verdy     |
| FC Tokyo        | 1–1 | Jubilo Iwata    |
| 25 mei 2008     |     |                 |
| Shimizu S-Pulse | 4–2 | Jubilo Iwata    |
| FC Tokyo        | 3–0 | Tokyo Verdy     |
| 31 mei 2008     |     |                 |
| FC Tokyo        | 1–1 | Shimizu S-Pulse |
| Jubilo Iwata    | 3–0 | Tokyo Verdy     |
| 8 juni 2008     |     |                 |
| Tokyo Verdy     | 2–4 | FC Tokyo        |
| Jubilo Iwata    | 2–0 | Shimizu S-Pulse |

### Groep C
| Team              | Pts | Pld | W | D | L | GF | GA | GD |
| ----------------- | --- | --- | - | - | - | -- | -- | -- |
| JEF United Chiba  | 12  | 6   | 3 | 3 | 0 | 9  | 5  | +4 |
| Kashiwa Reysol    | 9   | 6   | 2 | 3 | 1 | 9  | 7  | +2 |
| Kawasaki Frontale | 6   | 6   | 2 | 0 | 4 | 9  | 10 | −1 |
| Consadole Sapporo | 5   | 6   | 1 | 2 | 3 | 4  | 9  | −5 |

| 20 maart 2008     |     |                   |
| Kawasaki Frontale | 0–2 | JEF United        |
| Kashiwa Reysol    | 1–1 | Consadole Sapporo |
| 23 maart 2008     |     |                   |
| Consadole Sapporo | 2–1 | Kawasaki Frontale |
| JEF United        | 1–1 | Kashiwa Reysol    |
| 16 april 2008     |     |                   |
| JEF United        | 0–0 | Consadole Sapporo |
| Kawasaki Frontale | 3–0 | Kashiwa Reysol    |
| 25 mei 2008       |     |                   |
| Consadole Sapporo | 1–2 | JEF United        |
| Kashiwa Reysol    | 3–1 | Kawasaki Frontale |
| 31 mei 2008       |     |                   |
| Kawasaki Frontale | 2–0 | Consadole Sapporo |
| Kashiwa Reysol    | 1–1 | JEF United        |
| 8 juni 2008       |     |                   |
| Consadole Sapporo | 0–3 | Kashiwa Reysol    |
| JEF United        | 3–2 | Kawasaki Frontale |

### Groep D
| Team                | Pts | Pld | W | D | L | GF | GA | GD |
| ------------------- | --- | --- | - | - | - | -- | -- | -- |
| Yokohama F. Marinos | 12  | 6   | 3 | 3 | 0 | 8  | 2  | +6 |
| Oita Trinita        | 11  | 6   | 3 | 2 | 1 | 9  | 5  | +4 |
| Albirex Niigata     | 4   | 6   | 0 | 4 | 2 | 4  | 8  | −4 |
| Omiya Ardija        | 3   | 6   | 0 | 3 | 3 | 4  | 10 | −6 |

| 20 maart 2008       |     |                     |
| Yokohama F. Marinos | 1–0 | Oita Trinita        |
| Albirex Niigata     | 2–2 | Omiya Ardija        |
| 23 maart 2008       |     |                     |
| Omiya Ardija        | 0–0 | Yokohama F. Marinos |
| Oita Trinita        | 3–0 | Albirex Niigata     |
| 16 april 2008       |     |                     |
| Yokohama F. Marinos | 4–0 | Omiya Ardija        |
| Albirex Niigata     | 1–1 | Oita Trinita        |
| 25 mei 2008         |     |                     |
| Omiya Ardija        | 1–2 | Oita Trinita        |
| Yokohama F. Marinos | 0–0 | Albirex Niigata     |
| 31 mei 2008         |     |                     |
| Omiya Ardija        | 1–1 | Albirex Niigata     |
| Oita Trinita        | 2–2 | Yokohama F. Marinos |
| 8 juni 2008         |     |                     |
| Albirex Niigata     | 0–1 | Yokohama F. Marinos |
| Oita Trinita        | 1–0 | Omiya Ardija        |

## Kwartfinale

#### Heenduel
|        |                      |        |                                 |                                                                    |
| 2 juli | FC Tokyo             | 1 – 2  | Oita Trinita                    | Ajinomoto Stadium Toeschouwers: 11.378 Scheidsrechter: Kenji Ogiya |
| 2 juli | Naohiro Ishikawa 44' | Report | 28' Shunsuke Maeda 83' Edmilson | Ajinomoto Stadium Toeschouwers: 11.378 Scheidsrechter: Kenji Ogiya |

|        |            |        |                      |                                                                            |
| 2 juli | JEF United | 0 – 1  | Nagoya Grampus Eight | Fukuda Denshi Arena Toeschouwers: 8.472 Scheidsrechter: Nobutsugu Murakami |
| 2 juli |            | Report | 14' Frode Johnsen    | Fukuda Denshi Arena Toeschouwers: 8.472 Scheidsrechter: Nobutsugu Murakami |

|        |                 |        |                     |                                                                          |
| 2 juli | Gamba Osaka     | 1 – 0  | Yokohama F. Marinos | Ishikawa Stadium Toeschouwers: 10.702 Scheidsrechter: Hiroyoshi Takayama |
| 2 juli | Shoki Hirai 78' | Report |                     | Ishikawa Stadium Toeschouwers: 10.702 Scheidsrechter: Hiroyoshi Takayama |

|        |                 |       |                 |                                                                  |
| 2 juli | Kashima Antlers | 0 – 0 | Shimizu S-Pulse | Kashimastadion Toeschouwers: 6.757 Scheidsrechter: Hajime Matsuo |
| 2 juli | Report          |       |                 | Kashimastadion Toeschouwers: 6.757 Scheidsrechter: Hajime Matsuo |

#### Return
|            |              |        |           |                                                                     |
| 6 augustus | Oita Trinita | 1 – 1  | FC Tokyo  | Kyushu Oil Dome Toeschouwers: 13.483 Scheidsrechter: Hiroshi Tanabe |
| 6 augustus | Edmilson 40' | Report | 3' Cabore | Kyushu Oil Dome Toeschouwers: 13.483 Scheidsrechter: Hiroshi Tanabe |

|            |                       |        |            |                                                                         |
| 6 augustus | Nagoya Grampus Eight  | 1 – 0  | JEF United | Mizuho Athletic Stadium Toeschouwers: 6.344 Scheidsrechter: Minoru Tojo |
| 6 augustus | Takahiro Masukawa 60' | Report |            | Mizuho Athletic Stadium Toeschouwers: 6.344 Scheidsrechter: Minoru Tojo |

|            |                                 |        |                       |                                                                    |
| 6 augustus | Yokohama F. Marinos             | 2 – 1  | Gamba Osaka           | Mitsuzawa Stadium Toeschouwers: 8.365 Scheidsrechter: Akio Okutani |
| 6 augustus | Takanobu Komiyama 32' Lopes 84' | Report | 34' Takahiro Futagawa | Mitsuzawa Stadium Toeschouwers: 8.365 Scheidsrechter: Akio Okutani |

|            |                                        |        |                 |                                                                                  |
| 6 augustus | Shimizu S-Pulse                        | 2 – 1  | Kashima Antlers | Nihondaira Sports Stadium Toeschouwers: 8.949 Scheidsrechter: Kazuhiko Matsumura |
| 6 augustus | Keisuke Iwashita 16' Akihiro Hyodo 48' | Report | 57' Marquinhos  | Nihondaira Sports Stadium Toeschouwers: 8.949 Scheidsrechter: Kazuhiko Matsumura |

## Halve finale

#### Heenduel
|             |                      |        |              |                                                                                |
| 3 september | Nagoya Grampus Eight | 1 – 1  | Oita Trinita | Mizuho Athletic Stadium Toeschouwers: 7.792 Scheidsrechter: Hirofumi Yamanishi |
| 3 september | Frode Johnsen 64'    | Report | 69' Ueslei   | Mizuho Athletic Stadium Toeschouwers: 7.792 Scheidsrechter: Hirofumi Yamanishi |

|             |                    |        |                       |                                                                           |
| 3 september | Shimizu S-Pulse    | 1 – 1  | Gamba Osaka           | Nihondaira Sports Stadium Toeschouwers: 8.013 Scheidsrechter: Kenji Ogiya |
| 3 september | Takuma Edamura 54' | Report | 10' Takahiro Futagawa | Nihondaira Sports Stadium Toeschouwers: 8.013 Scheidsrechter: Kenji Ogiya |

#### Return
|             |              |        |                      |                                                                      |
| 7 september | Oita Trinita | 1 – 0  | Nagoya Grampus Eight | Kyushu Oil Dome Toeschouwers: 20.371 Scheidsrechter: Masayoshi Okada |
| 7 september | Ueslei 49'   | Report |                      | Kyushu Oil Dome Toeschouwers: 20.371 Scheidsrechter: Masayoshi Okada |

|             |                             |        |                                           |                                                                             |
| 7 september | Gamba Osaka                 | 2 – 3  | Shimizu S-Pulse                           | Osaka Expo '70 Stadium Toeschouwers: 9.103 Scheidsrechter: Yuichi Nishimura |
| 7 september | Roni 11' Lucas Severino 79' | Report | 3' Masaki Yamamoto 46' 55' Takuma Edamura | Osaka Expo '70 Stadium Toeschouwers: 9.103 Scheidsrechter: Yuichi Nishimura |

## Finale
|            |                                |       |                 |                                                                                    |
| 1 november | Oita Trinita                   | 2 – 0 | Shimizu S-Pulse | Olympisch Stadion Shinjuku Toeschouwers: 44.723 Scheidsrechter: Toshimitsu Yoshida |
| 1 november | Daiki Takamatsu 68' Ueslei 89' |       |                 | Olympisch Stadion Shinjuku Toeschouwers: 44.723 Scheidsrechter: Toshimitsu Yoshida |

## Prijzen
- MVP: Daiki Takamatsu - Oita Trinita
- Topscorer: Keita Sugimoto - Nagoya Grampus
- New Hero Prize: Mu Kanazaki - Oita Trinita